# Käthe Dorsch
Käthe Dorsch (29 de diciembre de 1890 - 25 de diciembre de 1957) fue una actriz teatral y cinematográfica de nacionalidad alemana.

## Biografía
Su nombre de nacimiento era Katharina Dorsch, y nació en Neumarkt in der Oberpfalz, Alemania. Hija de un panadero, Christoph Dorsch, y su esposa, Magdalena Dorsch, su familia se mudó a Núremberg cuando ella tenía tres años de edad, falleciendo su padre en 1901. Dorsch estudió en una escuela comercial, tomó clases de piano, y tuvo su primer compromiso artístico a los quince años de edad como corista en el Staatstheater de Núremberg, representando la obra de Wagner Los maestros cantores de Núremberg. Más adelante también actuó en Hanau y Mannheim, participando sobre todo en operetas. Su primer papel de importancia fue el Ännchen en el drama de Max Halbe Jugend, siendo ella la sustituta de una colega enferma. A pesar de su actitud negativa hacia la opereta, por razones puramente económicas Käthe Dorsch en 1908 decidió comprometerse como soprano soubrette en Maguncia, yendo en 1911 a Berlín a actuar en el Neue Operettentheater.  Dorsch también trabajó en los teatros Residenztheater de Berlín, Lessing, Deutsches Theater y Konzerthaus Berlin. En 1927 fue a Viena, donde actuó, entre otros centros, en el Volkstheater. En 1936 apareció en el Staatstheater de Berlín y, desde 1939 hasta su muerte, fue miembro del Burgtheater. A partir de 1946 volvió a los escenarios de Berlín.
En 1913 tuvo su primer pequeño papel cinematogràfico, en la película muda Wenn die Taxe  springt. En 1921 actuó en varias cintas, y después tuvo un largo paréntesis hasta 1931, cuando el cine sonoro le permitió interpretar papeles de importancia como el de María Teresa I de Austria en Trenck,  der Pandur y el Friederike Caroline Neuber en Komödianten.
En 1920 se casó con el actor Harry Liedtke, permaneciendo el matrimonio unido durante seis u ocho años (las fuentes varían). Pero su unión con Liedtke fue más allá del matrimonio; el asesinato del actor en 1945 a manos de los soviéticos nunca lo superó. 
Por una crítica negativa, en 1946 Dorsch abofeteó al crítico y filósofo Wolfgang Harich, y en despertó la atención de los medios al golpear al crítico teatral austriaco Hans Weigel frente a un café vienés. El suceso acabó en juicio, siendo Weigel representado por el político austriaco Christian Broda. Dorsch fue condenada a una multa de 500 chelines.
En 1957 estaba gravemente enferma, cuando en el Burgtheater de Viena (junto a Paula Wessely como Maria) interpretaba a Elisabeth en Maria Stuart, una producción con la que tuvo una triunfal despedida de los escenarios en el Berliner Festspiele
Käthe Dorsch falleció el día de Navidad de 1957 en un hospital de Viena, Austria, a causa de una enfermedad hepática. Tenía 67 años de edad. Fue enterrada en el Cementerio de Bad Saarow-Pieskow.
Su legado se destinó a la creación de una, aún existente hoy, „Fundación para el apoyo de los más necesitados actividad artística profesional“ (Fundación Käthe-Dorsch en Charlottenburg-Wilmersdorf). 

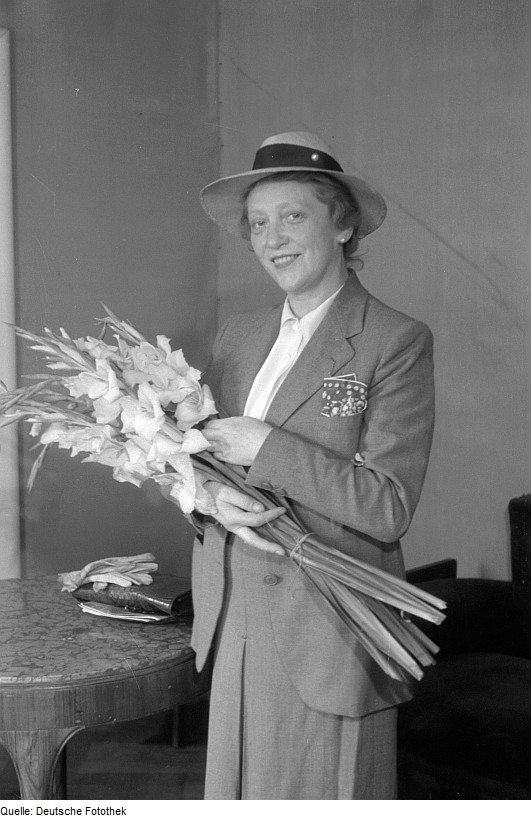
Käthe Dorsch (1946)

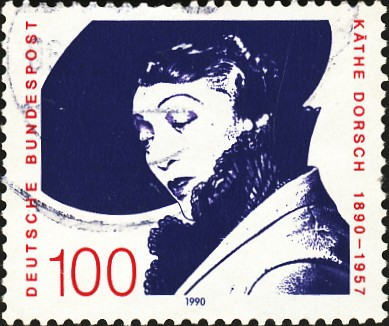
Käthe Dorsch en un sello de la República Federal de Alemania, 1990.

## Filmografía[5]
| - 1913: Wenn die Taxe springt - 1913: Lebenskurve - 1914: Der Salzgraf von Halle - 1916: Der Sekretär der Königin - 1916: Ein tolles Mädel - 1916: Dick Carter - 1917: Das verschnupfte Miezerl - 1917: Im stillen Ozean - 1917: Ballzauber - 1917: Das fidele Gefängnis - 1917: Der Blusenkönig - 1917: Der Fluchbeladene - 1917: Die Kunst zu heiraten - 1917: Ein Jagdausflug nach Berlin - 1917: Eine Walzernacht - 1917: Dornröschen - 1918: Amor in der Klemme - 1918: Erborgtes Glück - 1918: Sein letzter Seitensprung - 1918: Der junge Goethe. Der Sohn der Götter - 1918: Die blaue Mauritius - 1919: Moral und Sinnlichkeit - 1919: Vendetta. Blutrache - 1919: Erborgtes Glück - 1920: Der Gefangene. Sklaven des XX. Jahrhunderts - 1920: Der Schauspieler der Herzogin | - 1920: Klatsch - 1920: Können Gedanken töten? - 1921: Fräulein Julie - 1930: Die Lindenwirtin, de Georg Jacoby - 1931: Drei Tage Liebe, de Heinz Hilpert - 1936: Savoy-Hotel 217. Mord im Savoy, de Gustav Ucicky - 1936: Eine Frau ohne Bedeutung, de Hans Steinhoff - 1938: Yvette. Die Tochter einer Kurtisane, de Wolfgang Liebeneiner - 1938: Es leuchten die Sterne, de Hans Zerlett - 1939: Mutterliebe, de Gustav Ucicky - 1939: Morgen werde ich verhaftet, de Karl Heinz Stroux - 1939: Irrtum des Herzens, de Bernd Hofmann - 1940: Trenck, der Pandur, de Herbert Selpin - 1941: Komödianten, de G. W. Pabst - 1945: Fahrt ins Glück, de Erich Engel - 1947: Singende Engel, de Gustav Ucicky - 1948: Fahrt ins Glück, de Erich Engel - 1949: Der Bagnosträfling, de Gustav Fröhlich - 1949: Das Kuckucksei, de Walter Firner - 1955: Regine, de Harald Braun |

## Literatura
- Käthe Dorsch en Deutsche Biographie (en alemán).
- Dorsch en Der Spiegel, 52/1949 (en alemán).